# 五龙街道 (齐齐哈尔市)
五龙街道是中国黑龙江省齐齐哈尔市龙沙区下辖的一个街道，位于齐齐哈尔市中心区域，东北地区最大的一家综合游乐园龙沙公园位于该街道。五龙街道下辖新宫、新化、公园、红星、一厂、通达、胜利7个社区。